# Окулово (Тверская область)
Окулово — деревня в Конаковском районе Тверской области. Входит в состав Первомайского сельского поселения.

## География
Находится в юго-восточной части Тверской области на расстоянии приблизительно 19 км на север от города Конаково на левом берегу речки Созь.

## История
Известна была с 1678 года как владение Григория Федоровича Бояшева и состояла из 2 крестьянских дворов. В 1859 году здесь было учтено 33 двора, в 1900 — 52.

## Население
Численность населения: 243 человека (1859 год), 251 (1900), 20 (русские 100 %)в 2002 году, 14 в 2010.